# Rito alexandrino

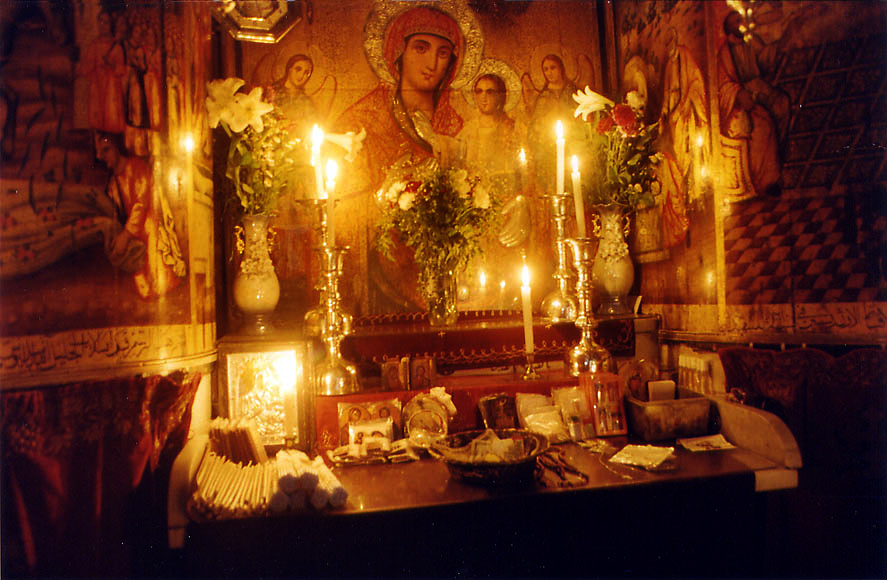
Altar copta na Igreja do Santo Sepulcro.

O rito alexandrino é um rito litúrgico oriental utilizado por 69 a 79 milhões de cristãos pelas igrejas ortodoxas copta, etíope e eritreia, assim como pelas igrejas católicas orientais correspondentes.
O rito é dividido em duas variações: o uso copta e o uso ge'ez. O uso copta é nativo do Egito e praticado pela Igreja Ortodoxa Copta e pela Igreja Católica Copta, geralmente na língua copta, mas frequentemente em árabe e outras línguas vernáculas (como o inglês nos Estados Unidos), seguindo o tradicional calendário copta. O uso ge'ez é nativo da Etiópia e usa a língua ge'ez, empregando outros idiomas com muito menor frequência, e é praticado pela Igreja Ortodoxa Etíope, Igreja Ortodoxa Eritreia, Igreja Católica Etíope e Igreja Católica Eritreia, seguindo o tradicional calendário etíope.

## Liturgia

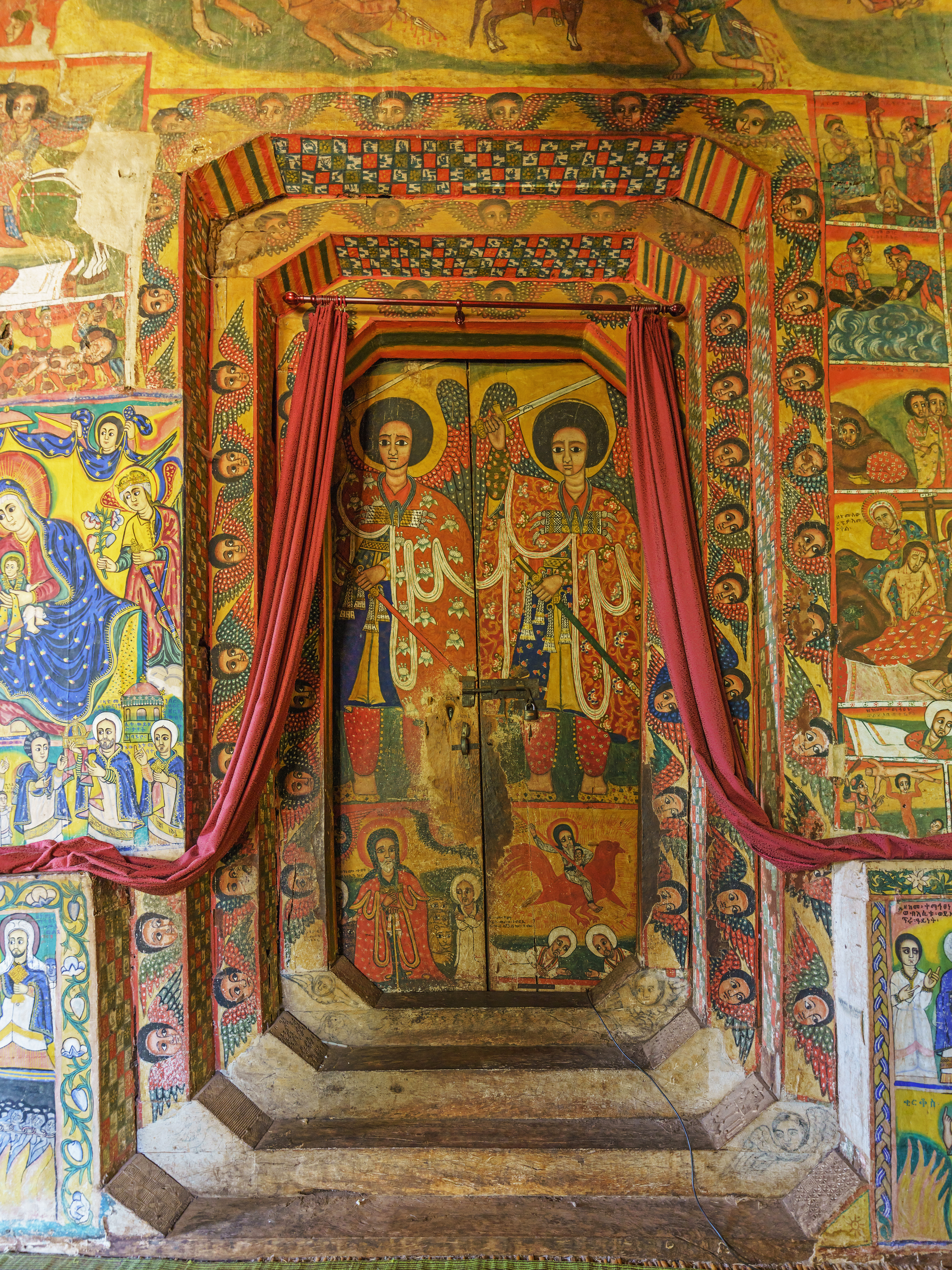
Monastério Ura Kidane Mehret, na Etiópia

Sua principal liturgia é a Divina Liturgia de São Basílio o Grande, o que num contexto copta significa não apenas a anáfora, mas também a ordem geral da Divina Liturgia no rito alexandrino. A Igreja Ortodoxa Copta também usa hoje as liturgias de Santos Gregório Nazianzo e Cirilo de Alexandria (uma tradução copta da Divina Liturgia de São Marcos), que diferem apenas nas anáforas unidas em uma Liturgia dos Catecúmenos comum.
O rito ge'ez, por sua vez, utiliza quatorze diferentes anáforas: além da já mencionada Liturgia de São Basílio, ainda utiliza a Anáfora dos Apóstolos (tradicionalmente atribuída aos apóstolos), a Anáfora do Senhor (uma variação da anterior), a de São João Evangelista (atribuída ao mesmo), a dos Trezentos (atribuída aos 318 padres do Primeiro Concílio de Niceia), a de Santa Maria (atribuída ao Bispo Ciríaco de Behnesa), a de São João Crisóstomo (a principal utilizada no rito bizantino), e ainda anáforas atribuídas a Santos Atanásio de Alexandria, Jacó de Serugh, Epifânio, Dióscoro de Alexandria, Gregório de Nissa e Gregório Taumaturgo.
| Denominação                 | Igreja                   | Sede                                                                 | Variação  |
| --------------------------- | ------------------------ | -------------------------------------------------------------------- | --------- |
| Igrejas Ortodoxas Orientais | Igreja Ortodoxa Copta    | Catedral Ortodoxa Copta de São Marcos, no Cairo                      | Uso copta |
| Igrejas Ortodoxas Orientais | Igreja Ortodoxa Etíope   | Catedral da Santíssima Trindade, em Adis Abeba                       | Uso ge'ez |
| Igrejas Ortodoxas Orientais | Igreja Ortodoxa Eritreia | Catedral de Enda Mariam, em Asmara                                   | Uso ge'ez |
| Igrejas Católicas Orientais | Igreja Católica Copta    | Catedral de Nossa Senhora do Egito, no Cairo                         | Uso copta |
| Igrejas Católicas Orientais | Igreja Católica Etíope   | Catedral da Natividade da Bem-Aventurada Virgem Maria, em Adis Abeba | Uso ge'ez |
| Igrejas Católicas Orientais | Igreja Católica Eritreia | Catedral de Kidane Mehret, em Asmara                                 | Uso ge'ez |